# 黃高溪
25°09′40″N 121°27′08″E / 25.16111°N 121.45222°E
黃高溪，又名鶯歌溪，位於台灣新北市淡水區的一條溪流，為淡水河的支流。該溪主流發源於興福寮，流經小坪頂、三空泉、內竿蓁林、外環道路、高厝，過北淡路（省道台2線）黃高橋（又名鶯歌橋，但橋名誤寫為鼻頭橋）及台北捷運淡水線鐵路橋後注入淡水河。另有一支流發源於糞箕湖，流經樹林口、三空泉後與主流會合。 
黃高溪之命名係因上游居民多姓「黃」與「高」，其後被誤寫為台語諧音的「鶯歌溪」。1993年省道台2線進行擴寬工程，公路總局重建橋梁時，將橋名誤植為「鼻頭橋」，同時亦將其北側鼻頭溪的橋梁名稱誤植為「鶯歌橋」。雖經當地居民多次向交通部反應，至今仍未修改。